# Seznam zápasů české a francouzské hokejové reprezentace
Toto je seznam zápasů české a francouzské hokejové reprezentace na MS.

## Mistrovství světa v ledním hokeji
| Datum     | Číslo | Česko | Výsledek | Zápas | MS   | Místo    | Branky České republiky                                                                                              |
| --------- | ----- | ----- | -------- | ----- | ---- | -------- | --- |
| 24.4.1993 | 1     | Česko | 6:2      | ZS    | 1993 | Dortmund | Josef Beránek • Miloš Holaň • Leo Gudas • Tomáš Kapusta • Martin Hosták • Petr Rosol                                |
| 26.4.1994 | 2     | Česko | 5:2      | ZS    | 1994 | Canazei  | 2x Jiří Kučera • Richard Žemlička • Josef Beránek • Kamil Kašťák                                                    |
| 27.4.1996 | 3     | Česko | 9:2      | ZS    | 1996 | Vídeň    | 2x Pavel Patera • 2x Otakar Vejvoda • František Kaberle • Jiří Kučera • Robert Lang • Jiří Dopita • Robert Kysela   |
| 3.5.1997  | 4     | Česko | 9:3      | ZS    | 1997 | Helsinky | 2x David Výborný • 2x Martin Procházka • Jiří Vykoukal • Robert Lang • Pavel Patera • Robert Reichel • Viktor Ujčík |
| 9.5.2010  | 5     | Česko | 6:2      | ZS    | 2010 | Mannheim | Petr Hubáček • Jiří Novotný • Petr Gřegořek • Karel Rachůnek • Lukáš Kašpar • Miroslav Blaťák                       |
| 20.5.2014 | 6     | Česko | 5:4 PP   | ZS    | 2014 | Minsk    | Vladimír Sobotka • Jiří Sekáč • Jaromír Jágr • Martin Zaťovič • Jan Kolář                                           |
| 7.5.2015  | 7     | Česko | 5:1      | ZS    | 2015 | Praha    | 2x Ondřej Němec • Vladimír Sobotka • Jaromír Jágr • Roman Červenka                                                  |
| 14.5.2017 | 8     | Česko | 5:2      | ZS    | 2017 | Paříž    | 2x Michal Řepík • David Pastrňák • Jan Rutta • Tomáš Zohorna                                                        |
| 13.5.2018 | 9     | Česko | 6:0      | ZS    | 2018 | Kodaň    | 2x David Pastrňák • 2x Roman Horák • Dmitrij Jaškin • Martin Nečas                                                  |
| Zdroj     |       |       |          |       |      |          | |